# 孙大雨
孙大雨（1905年—1997年），原名孙铭传，字守拙，号子潜，男，上海人，原籍浙江诸暨，中国诗人、文学翻译家、莎士比亚学者，华东师范大学外文系教授，并以在1957年反右运动中被毛泽东点名而成为“钦定右派”而著称。

## 生平
毕业于清华学校高等科，后赴美国耶鲁大学研究生院深造。三十年代初归国，历任国立北京大学、国立浙江大学、暨南大学、复旦大学等十多所大学的教授。他在三十年代，加入梁实秋、徐志摩等人倡导的文学团体 “新月社”。出过诗集，又致力莎士比亚作品的研究和翻译，把莎士比亚的诗剧《黎琊王》、《罕秣莱德》等译成中文，把许多唐诗译成英文。
1946年，孙大雨由罗隆基介绍加入民盟，在国共内战期间倾向中共。1947年，参加受共产党地下组织领导的上海大学教授联谊会，被推为干事会主席。1955年8月，孙大雨在肃反运动中一度遭到斗争，罪名包括自认为马列主义水平很高，只有周恩来有资格与他对话，以及藐视苏联专家。虽然不够定案为反革命分子，此后他多次多方诉说自己在肃反运动中遭到的冤屈。1956年12月，孙大雨在上海市政协会议上发言，检举揭发曾经打击他的陈其五、李正文、复旦大学现任党委书记杨西光、市高教局主任曹未风、复旦大学教授章靳以、漆琪生等人是反革命集团，并向毛泽东、周恩来写信控诉。1957年，毛泽东在上海幹部会议讲话，把他同章伯钧、罗隆基、章乃器、陈仁炳、彭文应、陆诒点名列为右派分子。 于是，陈其五、杨西光、李正文等16人联名向上海市人民检察院控诉孙大雨诽谤罪名，1958年6月2日，孙大雨被上海市人民法院判处有期徒刑六年。
“四人帮”粉碎后，孙大雨身上的刑事罪名依然不能得到平反。他原先任教的复旦大学由于种种原因表示碍难接受孙大雨回校任教。当时华东师范大学校务委员会主任施平说：“孙大雨，复旦不要，师大要。”于是，孙大雨就被安排到华东师范大学外文系，直至一九九七年去世。
父晚清翰林孙廷翰